# Joseph Zhu Huayu
Joseph Zhu Huayu (chiń. 朱化宇; ur. 1918 w Xingtai, zm. 26 lutego 2005 w Hefei) – duchowny chiński, biskup Patriotycznego Stowarzyszenia Katolików Chińskich, uznawanego przez władze państwowe ChRL, pozostającego natomiast bez łączności z Watykanem.
Przyjął święcenia kapłańskie w 1947 roku. Pracował jako duszpasterz. Lata 1966–1976 (rewolucja kulturalna) spędził na przymusowej pracy na farmie. Od 1981 roku pracował jako duszpasterz w prowincji Anhui. W 1986 roku został biskupem Bengbu. Po zmianach administracyjnych diecezji (dokonanych przez władze państwowe) stanął na czele nowej diecezji Anhui (2001), obejmującej całą prowincję, a powstałą z połączenia dotychczasowych diecezji Bengbu, Anqing i Wuhu oraz prefektury apostolskiej Tunxi.